# Contea di Logan (Illinois)
La contea di Logan (in inglese Logan County) è una contea dello Stato dell'Illinois, negli Stati Uniti. La popolazione al censimento del 2000 era di 31 183 abitanti. Il capoluogo di contea è Lincoln.